# Zemljopis Ukrajine
Ukrajina je druga po veličini zemlja u Europi nakon Rusije. Njezine različite regije imaju različite geografske značajke u rasponu od gorja do nizina, također ima i različitu klimu i hidrografiju po regijama.

## Zemljopisni položaj
Ukrajina ima stratešku poziciju u Istočnoj i Srednjoj Europi, kako leži na sjevernim obalama Crnog mora i Azovskog mora. Graniči s Poljskom, Slovačkom i Mađarskom na zapadu, Bjelorusijom na sjeveru, Moldavijom i Rumunjskom na jugozapadu i Rusijom na istoku. Većina ukrajinskog teritorija nalazi se unutar Velike europske nizine, a dijelovi zapadne regije su u Panonskoj nizini. Južna obala Krima se nalazi unutar jedinstvenog suptropskog bioma koji je odvojen od ostatka Ukrajine nizom krimskih planina. Općenito Ukrajina je podijeljena između dva bioma mješovite šume prema sredini kontinenta i stepa prema crnomorskom primorju. Zapadom države dominiraju Karpati slični alpskom krajoliku.
Najviši vrh je Hoverla s 2061 metrom. Većinu Ukrajine zauzima stepa poput područja sjeverno od Crnog mora. Ukrajinu gotovo na pola dijeli rijeke Dnjepar, koji teče od sjevera prema jugu. Ulijeva se u Crno more, zapadno od Krima u blizini je ušće i rijeke Južni Bug.
Euroazijska stepa je velika stepa Euroazije, koja se proteže od Moldavije preko Ukrajine u Sibir. Stepa ekonomski, politički, kulturno i trgovačkim putevima povezuje Europu, središnju Aziju, Kinu, južnu Aziju i Bliski istok. Ukrajinska stepa (na različitim mjestima u drevnoj prošlosti nazva se Kimerija, Skitija i Sarmatia) počinje u blizini ušća Dunava i prostire sjeveroistočno gotovo do Galiča, Kijeva i Poltave a zatim jugoistočno do Dona, te sjeverno od Crnog mora.

## Zemljište
Ukupna površina Ukrajine je 603.550 četvornih kilometara. Kopnena granica iznosi 4.558 km. Duljine granice s Bjelorusijom je 891 km, Mađarskom 103 km, Moldavijom 939 km, Poljskom 428 km, Rumunjskom 169 km na jugu i 362 km na zapadu, Rusijom 1576 km te Slovačkom 90 km. Ukrajina također ima 3783 km morske obale.
Većina Ukrajine se sastoji od plodne ravnice (ili stepa) i zaravni. Prema uvjetima korištenja zemljišta, 58% države je pod oranicama, 2% se koristi za trajne nasade, 13% za stalne pašnjake, 18% je šume i šumsko zemljište, a 9% je ostalo.
Planine su ograničene na zapadu i jugu te Krimskom poluotoku. Na zapadu su Karpati, na Krimskom poluotoku su Krimske planine, dok u Donečkoj regiji imaju erodirane planine.

## Klima
Ukrajina ima umjerenu kontinentalnu klimu s hladnim zimama i toplim ljetima. Samo južna Krimska obala ima vlažnu suptropsku klimu. Ukrajinska klima je pod utjecajem vlažnog zraka s Atlantskog oceana.  Oborine su nerazmjerno raspoređene s najviše padalina na zapadu i sjeveru te mnogo manje padalina na istoku i jugoistoku. Lipanj i srpanj su obično najkišovitiji mjeseci, dok je veljača obično najsuša.  Zime variraju od ugodne uz Crno more do hladne dalje u unutrašnjost. Ljeta su topla u većem dijelu zemlje, a znaju biti i jako vruća na jugu. 

## Prirodni resursi
Značajni prirodni resursi u Ukrajini su: željezna ruda, ugljen, mangan, prirodni plin, ulje, sol, sumpor, grafit, titan, magnezij, kaolin, nikal, živa, drvo i zemlja za poljoprivredu.